# Olešná (ort i Tjeckien, Mellersta Böhmen, lat 49,78, long 13,81)
Olešná är en ort i Tjeckien.   Den ligger i regionen Mellersta Böhmen, i den centrala delen av landet, 60 km sydväst om huvudstaden Prag. Olešná ligger 489 meter över havet och antalet invånare är 405.
Terrängen runt Olešná är platt åt nordväst, men åt sydost är den kuperad. Terrängen runt Olešná sluttar norrut.  Trakten runt Olešná är nära nog obefolkad, med mindre än två invånare per kvadratkilometer. Närmaste större samhälle är Příbram, 17,5 km sydost om Olešná. I omgivningarna runt Olešná växer i huvudsak blandskog.